# Enval
Enval ist eine französische Gemeinde mit 1.581 Einwohnern (Stand: 1. Januar 2022) im Département Puy-de-Dôme in der Region Auvergne-Rhône-Alpes. Die Gemeinde gehört zum Arrondissement Riom und zum Kanton Châtel-Guyon (bis 2015: Kanton Riom-Ouest). Die Einwohner werden Envalois genannt.

## Lage
Enval liegt etwa fünf Kilometer westlich von Riom und etwa 13 Kilometer nordnordwestlich von Clermont-Ferrand in der alten Kulturlandschaft der Limagne am Fluss Ambène. Umgeben wird Enval von den Nachbargemeinden Châtel-Guyon im Norden, Riom im Osten und Nordosten, Mozac im Osten, Malauzat im Süden und Südosten, Volvic im Süden sowie Charbonnières-les-Varennes im Westen.

## Bevölkerungsentwicklung
| Jahr                       | 1962 | 1968 | 1975 | 1982 | 1990 | 1999 | 2006 | 2013 |
| Einwohner                  | 507  | 534  | 598  | 1057 | 1322 | 1352 | 1452 | 1368 |
| Quellen: Cassini und INSEE |      |      |      |      |      |      |      |      |

## Sehenswürdigkeiten
- Kirche Saint-Jean-Baptiste, 1838/39 erbaut

|  |  |